# 메타과학
메타과학(metascience) 또는 메타연구(meta-research)는 과학 자체를 연구하기 위해 과학적 방법론을 사용하는 것이다. 메타과학은 비효율성을 줄이면서 과학 연구의 질을 높이는 것을 추구한다. 연구 방법을 사용하여 연구가 어떻게 수행되는지 연구하고 개선이 가능한 부분을 찾기 때문에 "연구에 대한 연구" 및 "과학의 과학"이라고도 알려져 있다. 메타사이언스는 모든 연구 분야에 관심을 갖고 있으며 "과학에 대한 조감도"로 설명되어 왔다. 존 이오아니디스(John Ioannidis)는 "과학은 인류에게 일어난 최고의 일이지만 ... 우리는 그것을 더 잘할 수 있습니다."라고 말했다.

## 같이 보기
- 메타 분석
- 출판 편향
- 과학학
- 변화 가속화
- 기초과학
- 인식론
- 근거중심의학
- 증거기반정책
- 메타데이터
- 메타이론
- 오픈 사이언스
- 과학철학
- 과학지식사회학
- 자기조직화